# ABEL (elektronika)
ABEL (ang. Advanced Boolean Expression Language) – język programowania opracowany przez firmę amerykańską Data I/O w 1. połowie lat 80. XX wieku do programowania PLD.
Twórcami języka był kierowany przez dra Kyu Y. Lee zespół, w skład którego
wchodzili: Mary Bailey, Bjorn Benson, Walter Bright, Michael Holley, Charles Olivier i David Pellerin.
Obecnym właścicielem praw do języka ABEL jest Xilinx Inc.
Opis projektowanego układu może być wprowadzony w języku ABEL w jednej z trzech
postaci:
- równań logicznych,
- tablicy prawdy,
- grafu stanów.

W programie w języku ABEL można wyróżnić cztery zasadnicze segmenty:
- nagłówek,
- segment deklaracji,
- segment opisu układu,
- segment symulacji.